# Massarinula
Massarinula is een geslacht van schimmels behorend tot de familie Massarinaceae. De typesoort is Massarinula quercina. Later is deze soort heringedeeld naar het geslacht Massarina als Massarina quercina.

## Soorten
Volgens Index Fungorum telt het geslacht 16 soorten (peildatum april 2022):
| Soortnaam                 | Auteur(s)        | Publicatiejaar |
| ------------------------- | ---------------- | -------------- |
| Massarinula appendiculata | Tassi            | 1900           |
| Massarinula bambusincola  | Rehm             | 1916           |
| Massarinula barbieri      | (Westend.) Rehm  | 1904           |
| Massarinula brassicae     | Dearn. & House   | 1918           |
| Massarinula catharinae    | Rehm             | 1901           |
| Massarinula chilensis     | Speg.            | 1910           |
| Massarinula cordiae       | Rehm             | 1914           |
| Massarinula dendrocalami  | I. Hino & Katum. | 1960           |
| Massarinula donacina      | Rehm             | 1916           |
| Massarinula gloeospora    | I. Hino & Katum. | 1958           |
| Massarinula italica       | D. Sacc.         | 1898           |
| Massarinula marsilii      | Sacc. & P. Syd.  | 1899           |
| Massarinula obliqua       | Sacc.            | 1915           |
| Massarinula oleae         | Chenant.         | 1919           |
| Massarinula pini          | Sawada           | 1950           |
| Massarinula vitalbae      | Chenant.         | 1919           |